# Nam-gu (Busan)
Nam-gu (Hangul: 남구, Hanja: 南區) is een stadsdeel (gu) van de Zuid-Koreaanse stad Busan. Nam-gu heeft een oppervlakte van 25,91 vierkante kilometer en telde in 2003 ongeveer 306.626 inwoners.
Het stadsdeel bestaat uit de volgende buurten (dong):
- Daeyeon-dong
- Yongho-dong
- Yongdang-dong
- Gamman-dong
- Wooam-dong
- Moonhyeon-dong

Buk-gu · 
Busanjin-gu · 
Dong-gu · 
Dongnae-gu · 
Gangseo-gu · 
Geumjeong-gu · 
Gijang-gun · 
Haeundae-gu · 
Jung-gu · 
Nam-gu ·
Saha-gu · 
Sasang-gu · 
Seo-gu · 
Suyeong-gu · 
Yeongdo-gu · 
Yeonje-gu